# Waldo (piłkarz)
Waldo, właśc. Waldo Machado da Silva (ur. 9 września 1934 w Niterói, zm. 25 lutego 2019) – brazylijski piłkarz, który występował na pozycji napastnika.

## Kariera klubowa
Karierę piłkarską Waldo rozpoczął w Madureirze EC w 1953 roku. Później miał epizod w Canto do Rio FC, z którego przeszedł do Fluminense FC w 1954 roku. Z Fluminense zdobył mistrzostwo stanu Rio de Janeiro – Campeonato Carioca w 1959 oraz dwukrotnie wygrał Torneio Rio – São Paulo w 1957 i 1960 roku. W 1956 został królem strzelców ligi stanowej Rio de Janeiro. W latach 1954–1961 wystąpił w barwach Fluminense w 403 meczach i strzelił 314 bramek, co jest rekordem klubu z Rio.
W 1961 roku wyjechał do Hiszpanii do Valencii CF, gdzie grał w latach 1961–1970. Z Valencią dwukrotnie zdobył Puchar Miast Targowych w 1962 i 1963 (zdobył bramkę w pierwszym meczu finałowym) oraz Puchar Króla w 1967 roku. Indywidualnie został królem strzelców Primera División w 1967 roku. Karierę piłkarską Waldo zakończył w drugoligowym Hérculesie CF w 1971 roku.

## Kariera reprezentacyjna
W reprezentacji Brazylii Waldo zadebiutował 10 maja 1960 w wygranym 4:3 towarzyskim meczu z reprezentacją Danii. Ostatni raz w reprezentacji wystąpił 12 lipca 1960 w przegranym 5–1 meczu z reprezentacją Argentyny, którego stawką była Copa del Atlantico 1960. Ogółem w reprezentacji Waldo wystąpił 4 razy i strzelił 2 bramki.